# Belgarda

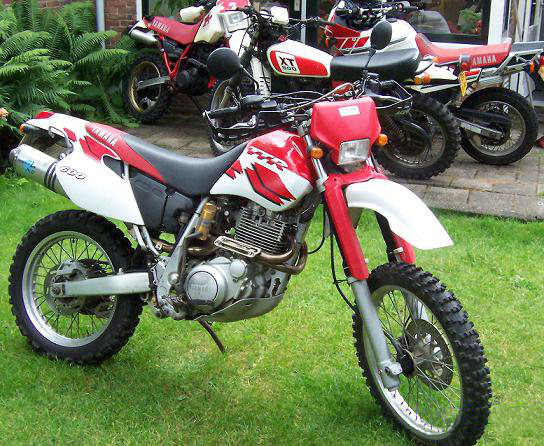
Yamaha Belgarda TTR600

Belgarda is de voormalige naam van Yamaha Motor Italia SpA, gevestigd in Milaan. Belgarda heeft onder haar eigen naam een aantal motorfietsen op de markt gebracht.
Sinds 2004 is Belgarda onderdeel van Yamaha, nadat Belgarda enkele verbeteringen aan haar modellen aanbracht, die door Yamaha zijn overgenomen.